# Kerkgebouw Gereformeerde Gemeenten in Nederland (Terneuzen)
De Kerk van de Gereformeerde Gemeenten in Nederland is een kerkgebouw in de Zeeuwse stad Terneuzen, gelegen aan Kerklaantje 1.

## Geschiedenis
De Gereformeerde Gemeenten in Nederland ontstonden in 1953 na een scheuring uit de Gereformeerde Gemeenten. De Terneuzense gemeente kerkte vanaf 1955 in de kerk aan Vlooswijkstraat 52, waar voorheen de Gereformeerde Gemeenten gebruik van maakte. Dit kerkje werd echter te klein en daarom werd in 2002 een nieuw kerkgebouw aan het Kerklaantje in gebruik genomen. De kerk aan de Vlooswijkstraat werd na jarenlange leegstand uiteindelijk gesloopt.

## Gebouw
Het nieuwe kerkgebouw, dat een regionale functie heeft, beschikt over 640 zitplaatsen en bevindt zich op een terp. Het is een zaalkerk onder zadeldak met een dakruiter die een hoge, met leien bedekte, spits heeft. Voor de kerkzaal is een verlaagd ingangsgedeelte, eveneens onder zadeldak. Verder bevat het gebouw enkele vergaderruimten.
De kerk heeft een orgel dat in 2002 werd samengesteld uit drie Adema-orgels, afkomstig uit Kuinre (1867), Wolvega (1864) en Leeuwarden (Sint-Bonifatiuskerk, 1866). Orgelmakerij Steendam uit Roodeschool heeft dit orgel vervaardigd.